# Арманд, Инесса Фёдоровна
Ине́сса (Елизавета) Фёдоровна Арма́нд (урождённая Элизабе́т Ине́с Пешё д’Эрбанвиль, псевдоним — Елена Блонина, 8 мая 1874, Париж, Третья Французская республика — 24 сентября 1920, Нальчик, Терская область, РСФСР) — деятельница российского революционного и международного женского движения.

## Биография до 1917 года
Дочь французского оперного певца Теодора Пешё д’Эрбанвиля (фр. Théodore Pécheux d'Herbenville), выступавшего под псевдонимом Теодор Стеффен (фр. Théodore Stéphane), католика, и артистки парижских театров Натали Кэролайн Вильд, (англ. Wild), англиканского вероисповедания, английского происхождения, но русского подданства, тоже оперной певицы, а впоследствии учительницы пения. В семье росли три дочери — Инес Элизабет, Рене Луиза Жюстина и Анна. В шесть лет Инес отправили в Россию, в семью её матери, к бабушке Элис Вильд, урождённой Уилс и тёте Софи Уилс, где она воспитывалась до переезда в Москву в 1892 г. её семьи.
Отец умер, когда его старшей дочери Инессе исполнилось одиннадцать лет. Семья Вильд снимала дачу по соседству с домами фабрикантов Арманд. Музыкально одарённые Софи Уилс и Инесса Стеффен принимали участие в любительских спектаклях вместе с семьей Арманд. В 1893 году Инесса вышла замуж за Александра Евгеньевича Арманда, внука купца первой гильдии Е. И. Арманда. Её сестра Рене вышла замуж за брата Александра, Николая Арманда (кинорежиссёр Павел Арманд — их сын).
Инесса прожила с мужем 10 лет и родила ему четырёх детей — двух сыновей и двух дочерей. По её инициативе на средства семьи Арманд была построена школа в селе Ельдигино, где сама Инесса некоторое время обучала грамоте крестьянских детей. Школа работает до сих пор, в ней учатся дети из Ельдигино и 16 окрестных деревень.
В начале 1903 года Инесса ушла от мужа к его младшему 18-летнему брату Владимиру, влюблённому в неё с детства, от которого в 1903 году родила сына, Андрея. Под влиянием Владимира сблизилась с московской группой социал-демократов. Инесса увлеклась революционной борьбой позднее нескольких членов семьи Арманд. Борис Евгеньевич принадлежал к «эсдекам», его сестра, золовка Инессы — к эсерам. В автобиографии советского времени Инесса написала:
«После короткого колебания между эсерами и эсдеками, под влиянием книги Ильича „Развитие капитализма в России“ становлюсь большевичкой».
В 1904 году вступила в РСДРП. Продолжительное время на её квартире в Москве происходили встречи с товарищами по партии. Инесса отвечала за библиотеку нелегальной литературы, которая вся помещалась в чемодане, хранившемся у молодой актрисы, сестры одного из революционеров. Инесса составляла списки читателей.
В ночь с 6 на 7 февраля 1905 года на квартире Инессы Фёдоровны и Владимира Евгеньевича Арманд прошел обыск. После убийства Великого Князя Сергея Александровича жандармы пришли по многим московским адресам, где проживали находящиеся на подозрении лица. Арманды снимали квартиру вместе с воспитанником семьи Иваном Николаевым, студентом-медиком и членом боевой группы левых эсеров. У юноши нашли браунинг. Инесса сообщила полиции, что оружие принадлежит ей, предназначено для самообороны, поскольку как дама-патронесса бывает в неблагополучных районах, а в комнате Николаева она прятала браунинг от своих трёх маленьких детей, которые тоже проживали с ними в квартире. Взрослых арестовали, в квартире оставили засаду. Вскоре были арестованы ещё несколько человек, в том числе Щеколдин (партийные клички «Дяденька» и «Повар».)
|  | К сему присовокуплю, что из числа передаваемых лиц, Владимир и Инесса Арманд до последнего времени, по имеющимся секретным сведениям, принадлежали к местной социал-демократической организации, чем и объясняется обнаружение в их квартире представителя Центрального Комитета этой партии, убеждённого и весьма серьёзного социал-демократического деятеля Щеколдина. Последний, по имеющимся сведениям, прибыл в Москву для принятия участия на состоявшемся 9-го февраля Съезда районных представителей Центрального Комитета означенной партии… — Из материалов следствия |

За активное участие в революции 1905—1907 годов власти отправили её в ссылку на север России в Мезень, откуда Арманд в 1908 году бежала сначала в Петербург, а затем с помощью семьи по подложному паспорту выехала в Швейцарию, где на её руках умер от туберкулёза Владимир. Переехала в Брюссель, где поступила в Брюссельский университет, за год прошла полный курс экономического факультета и была удостоена учёной степени лиценциата экономических наук.
Встреча 39-летнего Ленина и 35-летней Арманд произошла в 1909 году в Париже. Арманд стала доверенным лицом и близким другом семьи Ульяновых. В Российском государственном архиве социально-политической истории хранится 150 писем В. И. Ленина к И. Ф. Арманд. По мнению Роберта Сервиса, «очевидно, что их связывала глубокая взаимная страсть, хотя Ленин, в отличие от Инессы, не выражал своих чувств в письмах».
Работала в партийной школе пропагандистов в Лонжюмо, где стала завучем, вела агитацию среди французских рабочих. Переводила работы Ленина, издания ЦК партии. В 1912 году написала брошюру «О женском вопросе», в которой выступала за свободу для женщин в вопросах любви и брака.
В 1912 году нелегально приехала в Россию, за подпольную работу снова была арестована, всю осень и зиму 1912 года просидела в петербургской тюрьме. Благодаря официальному мужу Александру была 20 марта 1913 года освобождена под залог.
В 1913 году лечилась от туберкулёза в санатории «Лесное» (на самом деле просто снимала дачу), где находилась с конца апреля по начало августа. После бежала через Финляндию за границу.
В 1914 году, с началом Первой мировой войны, занялась агитацией среди французских рабочих, призывая их отказаться от работы в пользу стран Антанты.

## После революции
В апреле 1917 года Арманд приехала в Россию в одном так называемом «пломбированном вагоне» с Лениным и другими большевиками, включая свою золовку А. Е. Арманд. 25 июня 1917 года была избрана в число гласных Московской городской думы. В 1919 г. в составе дипломатической миссии отправилась во Францию для помощи русским солдатам, брошенным Временным правительством на произвол судьбы после Февральской революции .
В 1919—1920 годах Арманд возглавляла женский отдел ЦК РКП(б). Её заместителем на этой должности была А. М. Коллонтай. Была организатором и руководителем 1-й Международной женской коммунистической конференции в 1920 году. В эти годы Инесса работала над пьесой «Деникинцы», которую не успела закончить.
24 сентября 1920 года умерла в Нальчике от холеры, которой, предположительно заразилась по дороге из кисловодского санатория в Москву во время остановки на станции Беслан. Гроб с телом был отправлен в Москву, где на Казанском вокзале в четыре утра 12 октября поезд вместе с семьёй покойной встречали В. И. Ленин и Н. К. Крупская. В последний путь Инессу Арманд провожала многотысячная толпа работниц, делегаток со всей страны. В первом ряду за гробом шли вместе с семьёй Предсовнаркома В. И. Ленин, Крупская, члены Совнаркома, ЦК партии.
Похоронена 12 октября 1920 на Красной площади в Москве, в некрополе у Кремлёвской стены в братской могиле вместе с Джоном Ридом.
После смерти Инессы Арманд В. И. Ленин и Н. К. Крупская взяли на себя заботу о семье покойной. В РГАСПИ в фонде Н. К. Крупской хранится переписка с членами семьи Инессы Фёдоровны — мужем Александром Евгеньевичем, дочками Инной и Варварой. Ленин и Крупская в феврале 1921 года навестили Варвару Арманд в общежитии-коммуне ВХУТЕМАСа, где в течение нескольких часов беседовали со студенческой молодёжью.

## Семья
- Муж — Александр Евгеньевич Арманд (1870—1943) — инженер, директор фабрик семьи Арманд, работал в Земском союзе. После революции организовал ремонтную мастерскую сельхозтехники в бывшем имении семьи с. Алешино.
- Дети:
- Александр Александрович (1894—1967), инженер-теплотехник, работал секретарём торгпредства в Тегеране, с 1930 года — заместителем директора Всесоюзного теплотехнического института. Похоронен на  Новодевичьем кладбище.
- Фёдор Александрович (1896—1936), красный герой-военный лётчик, умер от туберкулёза, похоронен на Новодевичьем кладбище.
- Инна Александровна (1898—1971), переводчик и историк, работала в 1921—1923 годах в аппарате исполкома Коминтерна, служила в советском полпредстве в Германии, после возвращения была принята научным сотрудником в Институт Маркса — Энгельса — Ленина. Похоронена на Новодевичьем кладбище.
- Варвара Александровна (1901—1987), член Союза художников СССР, заслуженный художник РСФСР, специалист по гобеленам. Похоронена на Новодевичьем кладбище.
- Андрей Владимирович, (1903—1944), инженер, гвардии капитан, умер от сердечного приступа на фронте Великой Отечественной войны во время операции по освобождению Литвы. Похоронен в Мариамполе.

## Память
- В 1984 году на карте Москвы появилась улица Инессы Арманд.
- В Нальчике одна из улиц носит имя И. Арманд.
- В городе Пушкино Московской области имя И. Арманд носит микрорайон.
- В Ельдигинской школе открыт музей Инессы Арманд, в экспозиции представлены копии писем В. И. Ленина, фотографии и гипсовый бюст революционерки.
- В Черноморском морском пароходстве (Одесса) в 1968—1998 годах работал теплоход «Инесса Арманд» (IMO 7030078) польской постройки[13].

## Образ в кинематографе
- Шестое июля (1968) — Нина Веселовская.
- Штрихи к портрету В. И. Ленина (1969) — Наталья Верова.
- Ленин в Париже (1981) — Клод Жад.
- Ленин… Поезд (1988) — Доминик Санда.
- Все мои Ленины (1997) — Жанна Шевченко.
- Демон революции (2017) — Виктория Исакова.
- Хроники русской революции (2024) — Анна Щетинина.